# Orthotheres haliotidis
Orthotheres haliotidis is een krabbensoort uit de familie van de Pinnotheridae. De wetenschappelijke naam van de soort is voor het eerst geldig gepubliceerd in 1999 door Geiger & Martin.